# Jeff Pidgeon
Jeffrey Roger Pidgeon, detto Jeff (Vergennes, 19 marzo 1965), è un doppiatore e animatore statunitense.
È sposato dal 2005 con Anita Coulter.

## Filmografia parziale

### Doppiatore
- Toy Story - Il mondo dei giocattoli (1995)
- A Bug's Life - Megaminimondo (1998)
- Toy Story 2 - Woody e Buzz alla riscossa (1999)
- Buzz Lightyear da Comando Stellare - Si parte! (2000)
- Monsters & Co. (2001)
- Gli Incredibili - Una "normale" famiglia di supereroi (2004)
- Toy Story 3 - La grande fuga (2010)
- Monsters University (2013)
- Toy Story 4 (2019)
- Una vita da Dug (2021)

### Animatore
- Toy Story - Il mondo dei giocattoli (1995)
- A Bug's Life - Megaminimondo (1998)
- Toy Story 2 - Woody e Buzz alla riscossa (1999)
- Buzz Lightyear da Comando Stellare: Si parte! (2000)
- Monsters & Co. (2001)
- Alla ricerca di Nemo (2003)

### Sceneggiatore
- Monsters & Co. (2001)
- La nuova macchina di Mike (2002)

## Doppiatori italiani
- Carlo Cosolo in Toy Story 3 - La grande fuga, Toy Story 4
- Luigi Ferraro in Toy Story 2 - Woody e Buzz alla riscossa (1° alieno)
- Michele Di Carlo in Toy Story 2 - Woody e Buzz alla riscossa (2° alieno)
- Mirko Mazzanti in Toy Story 2 - Woody e Buzz alla riscossa (3° alieno)
- Oreste Baldini in Monsters & Co.